# Stow, Maine
Stow är en kommun (town) i Oxford County i Maine. Vid 2010 års folkräkning hade Stow 385 invånare.